# Jason Bonham
Jason Bonham (ur. 15 lipca 1966 w Dudley) – angielski perkusista, syn perkusisty zespołu Led Zeppelin, Johna Bonhama.

## Życiorys
Urodził się w miasteczku Dudley w Worcestershire. Na perkusji zaczął grać w wieku czterech lat, czego dowody można zobaczyć w filmie jego ojca The Song Remains the Same – w jednej ze scen gra tam na zmniejszonym zestawie perkusyjnym. W wieku lat siedemnastu przystąpił do swego pierwszego zespołu, Airrace. W 1985 dołączył do zespołu Virginia Wolf, z którym nagrał dwa albumy i odbył trasę koncertową po USA jako support The Firm. W 1988 dołączył do zespołu byłego gitarzysty Led Zeppelin – Jimmy’ego Page’a – wziął udział w nagrywaniu płyty Outrider i w trasie koncertowej. Rok później, wraz z 3 żyjącymi członkami Led Zeppelin, pojawił się na koncercie z okazji 40 rocznicy wytwórni Atlantic Records w Nowym Jorku. Basista John Paul Jones twierdził, że występ Bonhama był znakomity.
Pierwszy solowy album Jasona Bonhama, The Disregard of Timekeeping pojawił się w 1989. Singel „Wait for You” zdobył nawet sporą popularność. Jednak po chłodnym przyjęciu drugiego solowego albumu, Mad Hatter z 1992, artysta skupił się na pracy sesyjnej i występach gościnnych.
W maju 1990 ożenił się z Jan Charteris. Na przyjęciu weselnym wystąpił w jam session wraz z trójką żyjących członków Led Zeppelin. Jason i Jan mają syna o imieniu Jager i córkę Jaz. Bonham grał dla Paula Rodgersa w projekcie Muddy Water Blues: A Tribute to Muddy Waters, który uzyskał nagrodę Grammy. W 1994 pojawił się na festiwalu Woodstock II u boku Slasha i Paula Rodgersa. Bonham ponownie zebrał swój stary zespół, tym razem z nowym wokalistą i pod nową nazwą Motherland. W 1994 roku wydali album Peace 4 Me.
W 1995 reprezentował swego ojca podczas ceremonii przyjęcia Led Zeppelin do Rock and Roll Hall of Fame. Wkrótce Bonham nagrał kolejny album solowy – tym razem zawierający piosenki Led Zeppelin – In the Name of My Father – The Zepset – Live from Electric Ladyland. Dochody z jego sprzedaży zostały przekazane na cele charytatywne.
W latach 1999–2003 był perkusistą zespołu Healing Sixes.
Pojawił się w filmie Rock Star. Grający w nim zespół „Steel Dragon” nagrał utwory z filmu i ścieżki dźwiękowej. Później Jason Bonham odbył tournée z Debbie Bonham, młodszą siostrą Johna Bonhama. Ostatnio zaproszony do grania w hardrockowym zespole UFO. W 2006 nagrał album z Joe Bonamassą. Grał również w grupie Foreigner.
W 2006 roku muzyk wziął udział w reality show Supergroup emitowanym na antenie stacji telewizyjnej VH1. Bonham wraz z uczestnikami audycji basistą Evanem Seinfeldem, wokalistą Sebastianem Bachem oraz gitarzystami Scottem Ianem i Tedem Nugentem utworzył zespół pod nazwą Damnocracy. W 2010 roku grupa została rozwiązana nie pozostawiając w dorobku żadnych autorskich nagrań.
W 2010 roku został perkusistą zespołu Black Country Communion, w którego składzie znaleźli się także Glenn Hughes, Joe Bonamassa i Derek Sherinian.

## Dyskografia
- Airrace – Shaft of Light (1984)
- Jimmy Page – Outrider (1988)
- Bonham – The Disregard of Timekeeping (1989)
- Bonham – Mad Hatter (1992)
- Motherland – Peace 4 Me (1994)
- In the Name of My Father – The Zepset – Live from Electric Ladyland (1997)
- When You See the Sun (1997)
- Healing Sixes – ENORMOSOUND (2002)
- Numbers from the Beast: An All Star Salute to Iron Maiden (2005)[4]
- Joe Bonamassa – You and Me (2006)
- Foreigner – Extended Versions (2006)

## Filmografia
- Rock Prophecies (2009, film dokumentalny, reżyseria: John Chester)[5]
- Bad Company: The Official Authorised 40th Anniversary Documentary (2014, film dokumentalny, reżyseria: Jon Brewer)[6]